# Abderrahmane Benhamida
Abderrahmane Benhamida, né le 21 octobre 1931 à Dellys, mort le 5 septembre 2010 à Alger,, est un révolutionnaire algérien de la guerre d'indépendance de l'Algérie et occupe entre 1962 et 1963, à l'indépendance de l'Algérie, le poste de ministre de l'Éducation nationale.

## Biographie
Après des études au lycée franco-musulman de Ben Aknoun et à l'Institut d'études supérieures islamiques, Abderrahmane Benhamida s'engage en 1955 dans l'ALN en tant que combattant (fidaï) à Alger. Désigné fin 1956 commissaire politique de la Zone autonome d'Alger chargé de la coordination de son Bulletin intérieur, il est arrêté le 15 octobre 1957, à la fin de la bataille d'Alger. Il est jugé et condamné à mort le 3 juillet 1958 par le tribunal militaire d'Alger, mais il obtient une grâce présidentielle en 1959 avec l’avènement de la Ve République française. Détenu à Serkadji puis à Berrouaghia, il est transféré à l’Ile de Ré (France). Il sera libéré en 1962 après les accords d'Evian. 
Il est élu député de Constantine à l’assemblée Constituante, puis premier ministre de l’Education Nationale de l'Algérie indépendante (1962-1963). Il se retire ensuite de la vie politique et dirige une société nationale, la Société des matériaux de construction (SNMC). 
Après les événements d'octobre 1988, il participe avec ses anciens compagnons de lutte (Benyoucef Benkhedda, Zahir Ihaddadène, Gaïd Tahar, Mahfoud Kaddache...) à la création du mouvement « El Oumma » qui se fixe comme objectif la Proclamation du 1er novembre, c'est-à-dire : « L’État Algérien indépendant souverain et démocratique dans le cadre des principes Islamiques ». Le but d’« El Oumma » est d’œuvrer pour un rassemblement entre les islamistes et les nationalistes partisans d’un projet de société islamique.